# راجندرا گوپتا
راجندرا گوپتا (انگلیسی: Rajendra Gupta؛ زادهٔ ۲۲ فوریهٔ ۱۹۴۵) هنرپیشه اهل هند است.
از فیلم‌ها یا برنامه‌های تلویزیونی که وی در آن نقش داشته‌است می‌توان به باج اشاره کرد.

## فیلم‌شناسی
فهرست برخی از فیلم‌هایی که راجندرا گوپتا در آن‌ها به ایفای نقش پرداخته است:
- باج
- عملیات کشمیر
- دیوار
- بهترین هتل عجیب مریگولد
- ادعا
- بستگان
- آفرین پدر
- گورو
- به دل بگو چه کار کنه
- طاقت
- بابی جاسوس
- محله آسی
- پان سینگ تومار
- در کشوری که گنگا زندگی می‌کند
- قتل
- ازدواج تانو و مانو
- ازدواج تانو و مانو: بازگشت
- سوریاوانشی
- برادر
- بدون تو
- سحر
- حقیقت تنها پیروزی است ۲
- تاریخچه خون
- چاتراپاتی
- کاکودا
- درهم‌تنیده